# العلاقات الصربية الفرنسية
العلاقات الصربية الفرنسية هي علاقات خارجية تجمع بين فرنسا وصربيا. تأسست العلاقات الدبلوماسية بين الجمهورية الفرنسية الثالثة ومملكة صربيا في 18 يناير عام 1879. يُعد البلدان عضوين في الأمم المتحدة، ومجلس أوروبا، والشراكة من أجل السلام، ومنظمة الأمن والتعاون في أوروبا. استعاد البلدان العلاقات الدبلوماسية (وجمهورية يوغوسلافيا الفيدرالية) في 16 نوفمبر عام 2000؛ وذلك بعد فترة قصيرة من الانفصال الناجم عن قصف الناتو ليوغوسلافيا في عام 1999. أصبحت صربيا مراقبًا في المنظمة الدولية الفرنكوفونية منذ عام 2006. تُعد فرنسا عضوًا في الاتحاد الأوروبي، وصربيا مرشحة لعضوية الاتحاد الأوروبي. يعيش في فرنسا ما بين 70 ألف إلى 100 ألف شخص من أصل صربي.
كانت آخر زيارة رسمية للرئيس الفرنسي إيمانويل ماكرون إلى صربيا في يوليو عام 2019.

## التاريخ

### كوسوفو
أصبحت فرنسا واحدة من أوائل الدول التي أعلنت رسميًا عن الاعتراف بكوسوفو ذات السيادة؛ وذلك عندما أعلنت استقلالها عن صربيا في 17 فبراير عام 2008. أوضحت فرنسا بعد تقرير ويكيليكس أن صربيا لا يمكنها دخول الاتحاد الأوروبي دون الاعتراف باستقلال كوسوفو. شاركت فرنسا في قصف الناتو في عام 1999 ليوغوسلافيا، فأدى ذلك إلى إدارة الأمم المتحدة لكوسوفو ثم الاستقلال في نهاية المطاف. تملك فرنسا الآن 1368 جنديًا يخدمون في كوسوفو كقوات حفظ سلام في حلف الناتو بقيادة قوات كوسوفو، إذ كان هناك 7000 جندي فرنسي في قوات كوسوفو.

## التعاون
انتهت إجراءات توحيد وضع المعاهدة بين البلدين، وذلك بعد توقيع اتفاقية خلافة المعاهدات بين الدولتين في 26 مارس عام 2003، وكان من أهمها: اتفاقية حماية الاستثمارات (1974)، واتفاقية تجنب الازدواج الضريبي (1974)، واتفاقية الضمان الاجتماعي (1950)، واتفاقية التعاون الثقافي (1964)، واتفاقية النقل البري (1964). بلغ حجم التجارة بين البلدين 453,827 مليون دولار أمريكي في عام 2005. وقع الرئيسان الصربي والفرنسي، بوريس تاديتش ونيكولا ساركوزي في باريس في أبريل عام 2011 إعلانًا سياسيًا يهدف إلى دعم إدماج صربيا في الاتحاد الأوروبي.

## البعثات الدبلوماسية المقيمة
تملك فرنسا سفارة في بلغراد، وتملك صربيا سفارة في باريس وقنصلية عامة في ستراسبورغ.

## مقارنة بين البلدين
هذه مقارنة عامة ومرجعية للدولتين:
| وجه المقارنة                                              | صربيا                                                      | فرنسا                                                    |
| --------------------------------------------------------- | ---------------------------------------------------------- | -------------------------------------------------------- |
| المساحة (كم2)                                             | 88.36 ألف                                                  | 643.80 ألف                                               |
| عدد السكان (نسمة)                                         | 7.02 مليون                                                 | 67.12 مليون                                              |
| الكثافة السكانية (ن./كم²)                                 | 79.45                                                      | 104.26                                                   |
| العاصمة                                                   | بلغراد                                                     | باريس                                                    |
| اللغة الرسمية                                             | اللغة الصربية                                              | لغة فرنسية                                               |
| العملة                                                    | دينار صربي                                                 | يورو، فرنك س ف ب، فرنك فرنسي، Livre tournois ‏            |
| الناتج المحلي الإجمالي (بليون دولار)                      | 41.43 مليار                                                | 2.58 تريليون                                             |
| الناتج المحلي الإجمالي (تعادل القوة الشرائية) بليون دولار | 100.13 مليار                                               | 2.87 تريليون                                             |
| الناتج المحلي الإجمالي الاسمي للفرد دولار أمريكي          | 5.24 ألف                                                   | 36.20 ألف                                                |
| الناتج المحلي الإجمالي للفرد دولار أمريكي                 | 13.59 ألف                                                  | 39.33 ألف                                                |
| مؤشر التنمية البشرية                                      | 0.771                                                      | 0.888                                                    |
| رمز المكالمات الدولي                                      | +381                                                       | +33                                                      |
| رمز الإنترنت                                              | .rs، .срб ‏                                                 | .fr، .bzh ‏، .tf، .re، .wf، .yt، .pm، .paris              |
| المنطقة الزمنية                                           | توقيت وسط أوروبا، ت ع م+01:00، ت ع م+02:00، أوروبا/بلغراد ‏ | أوروبا/باريس ‏، توقيت وسط أوروبا، توقيت وسط أوروبا الصيفي |

## مدن متوأمة
في ما يلي قائمة باتفاقيات التوأمة بين مدن صربية وفرنسية:
- ترتبط سريمسكا ميتروفيتشا مع نيفير باتفاقية توأمة.
- ترتبط كرالييفو مع Sainte-Foy-lès-Lyon [الإنجليزية]‏ باتفاقية توأمة.
- ترتبط Prokuplje [الإنجليزية]‏ مع مونتوبان باتفاقية توأمة.
- ترتبط زمون [الإنجليزية]‏ مع بوتو (فرنسا) باتفاقية توأمة منذ 1956.
- ترتبط Sremski Karlovci [الإنجليزية]‏ مع Bricquebec [الإنجليزية]‏ باتفاقية توأمة منذ 23 ديسمبر 2014.
- ترتبط كراغوييفاتس مع سوريسن باتفاقية توأمة منذ 1968.
- ترتبط تشاتشاك مع تونون لو بان باتفاقية توأمة منذ 2013.
- ترتبط بانتشيفو مع بولون-بيانكور باتفاقية توأمة.

## منظمات دولية مشتركة
يشترك البلدان في عضوية مجموعة من المنظمات الدولية، منها:
| علم المنظمة | اسم المنظمة                               | تاريخ انضمام صربيا | تاريخ انضمام فرنسا |
| ----------- | ----------------------------------------- | ------------------ | ------------------ |
|             | وكالة ضمان الاستثمار متعدد الأطراف        | 19 مارس 1993       | 28 ديسمبر 1989     |
|             | الأمم المتحدة                             | 1 نوفمبر 2000      | 24 أكتوبر 1945     |
|             | الفريق المعني برصد الأرض                  | ?                  | ?                  |
|             | منظمة حظر الأسلحة الكيميائية              | ?                  | ?                  |
|             | منظمة الشرطة الجنائية الدولية             | ?                  | ?                  |
|             | منظمة الأمن والتعاون في أوروبا            | 3 يونيو 2006       | 25 يونيو 1973      |
|             | مؤسسة التنمية الدولية                     | 25 فبراير 1993     | 30 ديسمبر 1960     |
|             | يونسكو                                    | 20 ديسمبر 2000     | 4 نوفمبر 1946      |
|             | مجلس أوروبا                               | 3 أبريل 2003       | 5 مايو 1949        |
|             | الاتحاد البريدي العالمي                   | ?                  | ?                  |
|             | البنك الدولي للإنشاء والتعمير             | 25 فبراير 1993     | 27 ديسمبر 1945     |
|             | المنظمة الهيدروغرافية الدولية             | ?                  | ?                  |
|             | الاتحاد الدولي للاتصالات                  | 1 يونيو 2001       | 1866               |
|             | مؤسسة التمويل الدولية                     | 25 فبراير 1993     | 20 يوليو 1956      |
|             | المنظمة الأوروبية لسلامة الملاحة الجوية   | 2005               | 1960               |
|             | المركز الدولي لتسوية المنازعات الاستشارية | 8 يونيو 2007       | 20 سبتمبر 1967     |
|             | مجموعة الموردين النوويين                  | ?                  | ?                  |

## أعلام
هذه قائمة لبعض الشخصيات التي تربطها علاقات بالبلدين:
- أنكي بلال (7 أكتوبر 1951[24][25][26] – )
- إيرينا بافلوفيتش (لاعبة كرة مضرب فرنسية، 28 سبتمبر 1988 – )
- إيفان بيك (لاعب كرة قدم صربي، 29 أكتوبر 1909 – 2 يونيو 1963)
- سيباستيان (3 فبراير 1981 – )
- غوران يركوفيتش (لاعب كرة قدم فرنسي، 10 نوفمبر 1986[27] – )
- كريستينا ملادينوفيتش (لاعبة كرة مضرب فرنسية، 14 مايو 1993 – )
- لوكا كاراباتيتش (لاعب كرة يد فرنسي، 19 أبريل 1988 – )
- ماركو موسلين (لاعب كرة قدم فرنسي، 17 يونيو 1985[28] – )
- ميشال أوكلير (14 سبتمبر 1922[29][30][31] – 7 يناير 1988[29][30][31])
- نيكولا كاراباتيتش (لاعب كرة يد فرنسي، 11 أبريل 1984[32] – )

## وصلات خارجية
- موقع وزارة الخارجية الصربية
- موقع وزارة الخارجية الفرنسية